# Lobelia horombensis
Lobelia horombensis är en klockväxtart som beskrevs av Franz Elfried Wimmer. Lobelia horombensis ingår i släktet lobelior, och familjen klockväxter.
Artens utbredningsområde är Madagaskar. Inga underarter finns listade i Catalogue of Life.